# Tonput
Een tonput is een type waterput dat in de Middeleeuwen werd gebruikt. Hierbij werd een grote houten ton in de grond gegraven, waarvan de wand als binnenbekleding dienstdeed.
De ouderdom van een dergelijke put is met behulp van dendrochronologie te bepalen. Ook het type ton kan verdere aanknopingspunten bieden.